# Georgi Arnaoedov
Georgi Arnaoedov (Bulgaars : Георги Арнаудов) (Varna, 31 mei 1974) is een voormalige Bulgaars voetballer die voorkeur speelde als een doelman. Hij had gespeeld bij Spartak Varna en FC Tsjernomorets Bjala.